# 威爾斯法律事務專員
威爾斯法律事務專員（英語：Counsel General for Wales）是威爾斯政府的最高律政專員（類似於其他普通法司法管轄區中律政司的職位，但位階略低於律政司），即政府的首席法律顧問及在法庭上的代表。除了這些法律諮詢職分外，威爾斯法律事務專員還致力於維護威爾斯的法治及維持法律界的正直操守，並具有許多重要的特定法定職能，其中部分乃是為公眾利益行使，獨立於政府。在威爾斯，其位階僅次於英格蘭及威爾斯檢察總長。
威爾斯法律事務專員由英国君主在諮詢威尔士首席部长後委任。首席大臣須獲得威爾斯議會批准後方可向君主提出任免法律事務專員的建議。法律事務專員為威爾斯政府的成員，可應首席大臣的邀請出席內閣會議。雖然威爾斯法律事務專員並非部長，但法律事務專員受《部長守則》（Ministerial Code）的約束，該守則對法律事務專員的職分做出了一些具體規定。

## 歷任威爾斯法律事務專員
歷任威爾斯法律事務專員列表如下：
| 姓名 | 姓名               | 就任           | 離任           | 政黨       | 政府                                |
| ---- | ------------------ | -------------- | -------------- | ---------- | ----------------------------------- |
|      | 莊家偉 AM          | 2007年7月19日  | 2009年12月9日  | 威爾斯工黨 | Labour/Plaid Cymru Coalition        |
|      | John Griffiths AM  | 2009年12月9日  | 2011年5月27日  | 威爾斯工黨 | Labour/Plaid Cymru Coalition        |
|      | Theodore Huckle QC | 2011年5月27日  | 2016年5月19日  | 無黨籍     | Labour                              |
|      | Mick Antoniw AM    | 2016年6月27日  | 2017年11月14日 | 威爾斯工黨 | Labour/Liberal Democrat             |
|      | Jeremy Miles MS    | 2017年11月14日 | 2021年5月13日  | 威爾斯工黨 | Labour/Liberal Democrat/Independent |
|      | Mick Antoniw MS    | 2021年5月13日  | 現任           | 威爾斯工黨 | Labour Minority                     |